# Tatort: One Way Ticket
One Way Ticket ist ein Fernsehfilm aus der Krimireihe Tatort. Der vom Bayerischen Rundfunk produzierte Beitrag ist die 1114. Tatort-Episode und wurde am 26. Dezember 2019 im Programm Das Erste gesendet. Das Münchner Ermittlerduo Batic und Leitmayr ermittelt seinen 82. Fall.

## Handlung
Timo Harbig, Koordinator afrikanischer Entwicklungs-Projekte, stirbt während einer Autofahrt in einem Industriegebiet an einer Vergiftung. Eine Überwachungskamera zeigt, dass eine junge Frau afrikanischen Aussehens aus dem Auto weggelaufen ist. Das verwendete Gift stammt aus einer afrikanischen Wolfsmilch-Pflanze, mit der die Stasi einst experimentiert hatte. Kurt Reichold, Timo Harbigs Großvater und einst hochrangiger Stasi-Repräsentant in Afrika, ist nach dem Ende der DDR-Ära untergetaucht und leitet in München verdeckt eine Gruppe ehemaliger Stasi-Mitarbeiter. Ein in Nairobi enttarnter Geld- und Drogenkurier sagt aus, dass Timo Harbig in Afrika einen ost-afrikanischen Drogenring koordiniere, für den unauffällige, aber finanziell erpressbare Deutsche als Kuriere arbeiten. Batic und Leitmayr verhören die Gruppe dieser Verdächtigen. Deren Kopf ist offensichtlich Heiner Hersfeld, früherer Mitarbeiter im Stasi-Giftlabor. Die Kommissare lassen die Gruppe frei, folgen aber Hersfeld, der sich zur als Consulting-Firma getarnten „Stasi“-Zentrale begibt. Während Hersfeld Reichold zur Rede stellt, stürmen die Kommissare mit einem MEK das Gebäude. Hersfeld gibt zu, Timo Harbig vergiftet zu haben, weil dieser ihn und seine Gruppe nicht aus dem Drogenhandel habe aussteigen lassen. Dann erschießt Reichold sich selbst, worauf Hersfeld einen Herzanfall erleidet und stirbt.

## Hintergrund
Der Film wurde vom 16. Oktober 2018 bis zum 19. November 2018 in München und Umgebung sowie in Kenia und auf Mauritius (Außenaufnahmen) gedreht.

## Rezeption

### Kritiken
In der NZZ äußerte sich Tobias Sedlmaier wenig überzeugt von dem Film. Er sei zwar „ambitioniert, aber doch recht konstruiert“. „Die Dringlichkeit des Themas“ komme „an kaum einer Stelle wirklich durch“, denn zu selten beschäftige sich der Film „tiefergehend mit den Figuren und ihren Motivationen“. Der Film wolle hoch hinaus, bleibe aber zu lange am Boden, und erst im letzten Drittel, „bei längeren, dialogisch schärferen Geständnispassagen,“ komme die Folge „in die Gänge.“
Christian Buß von Spiegel Online fällte ebenfalls ein kritisches Urteil über die Folge und vergab in seiner Rezension „vier von zehn Punkten“:

„Vier von zehn Punkten, trotz einiger origineller Einfälle. Regisseur und Drehbuchautor Rupert Henning hatte schon den spekulativ überspitzten Paranoia-"Tatort" über Ebola gedreht – auch in seiner neuen Münchner Episode hantiert er riskant mit Afrika-Klischees und Stasischerenschnitten. Dann lieber ein paar Folgen "Deutschland 86".“

### Einschaltquoten
Die Erstausstrahlung von One Way Ticket am 26. Dezember 2019 wurde in Deutschland von 5,32 Millionen Zuschauern gesehen und erreichte einen Marktanteil von 16,3 % für Das Erste.